# Vuhledar
Vuhledar (em ucraniano:  Вугледар, em russo:  Угледар) é uma cidade da Ucrânia, situada no Oblast de Donetsk. Tem 5,3 km² de área e sua população em 2020 foi estimada em 14.616 habitantes. Desde outubro de 2024, a cidade está ocupada militarmente pelas Forças Armadas Russas.
O vice-prefeito da cidade, Maksym Verbovsky, declarou em fevereiro de 2023 que Vuhledar estava destruída e "100% das construções danificadas" em decorrência da batalha de Vuhledar - parte da invasão da Ucrânia pela Rússia em 2022. Cerca de 300 civis, nenhuma criança, habitavam a cidade no começo de 2023.